# Becky Taylor
Rebecca Jane Grosvenor-Taylor, född 29 juni 1988 i Hammersmith, London, England, är en engelsk sångare känd som Riva Taylor, Becky Taylor och Becky Jane Taylor. Vid sju års ålder uppträdde Taylor för första gången på Palace Theatre i West End, London. Hon vann Thorndikes talangtävling och British Arts Award vid åtta års ålder.

## Diskografi
Studioalbum
- A Dream Come True (som Becky Taylor) (2001)
- Shine (som Becky) (2003)
- By Your Side (som Becky Jane Taylor) (2005)
- The Creed (som Riva Taylor) (2014)

EP
- Song of Dreams (2001)

Singlar som Becky Taylor
- "You Can Be a Hero" (promo) (2001)
- "Song of Dreams" (2001)

Singlar som Riva Taylor
- "The Creed" (2014)
- "Deeper Than Us" (2017)
- "My Mouth" (2018)
- "Chaos Killed the Thrill" (2018)
- "Mr. Right" (2019)
- "This Woman's Heart" (2019)